# Franz Josef Altenburg
Franz Josef Altenburg (* 15. März 1941 in Bad Ischl; † 18. August 2021 in Wels) war ein österreichischer Keramikkünstler und Bildhauer.

## Leben
Franz Josef Altenburg war durch seine Großmutter Marie Valerie von Österreich ein Urenkel des Kaisers Franz Joseph I. und der Kaiserin Elisabeth. Sein Vater war Clemens Salvator von Österreich-Toskana (1904–1974, ab 1931 Clemens Salvator Altenburg) und seine Mutter war Elisabeth Résseguier de Miremont (1906–2000). Er wurde 1941 als siebtes von deren neun Kindern in der Kaiservilla in Bad Ischl geboren und ist dort bis zu seinem 10. Lebensjahr aufgewachsen. Er wurde aber stets angehalten, einen „bürgerlichen“ Brotberuf, nämlich den eines Hafners bzw. Keramikers, zu erlernen und auszuüben (siehe unten). Er selbst legte immer sehr großen Wert darauf, nicht über seine Herkunft, sondern ausschließlich durch seine künstlerischen Leistungen beurteilt zu werden.
Er war seit 1969 mit Christa Haerdtl verheiratet und hatte mit ihr vier Kinder. Franz Josef Altenburg lebte (ab 1976) und arbeitete (ab 1978) bis zuletzt in einem Vierkanthof in Breitenschützing, OÖ. Sein Bauernhof wurde auch zum Treffpunkt von Künstlern: der Komponist und Literat Gerhard Lampersberg und Thomas Bernhard, der nur wenige Kilometer entfernt in Ohlsdorf ebenfalls ein Bauernhaus besaß, verbrachten viele Stunden bei der Familie Altenburg. Auch Claus Peymann war öfters zu Besuch.

## Künstlerischer Werdegang und künstlerisches Schaffen

### Werdegang
Altenburg studierte auf Empfehlung der mit den Eltern befreundeten Keramikerin Gudrun Baudisch-Wittke (1907–1982) von 1958 bis 1962 an der Kunstgewerbeschule Graz bei Hans Adametz, Rudolf Szyszkowitz und Rudolf Spohn. Anschließend arbeitete er zwischen 1962 und 1964 und 1966–1968 bei Baudisch in der Werkstatt der „Hallstätter Keramik“. 1965 und 1966 war er Gasthörer an der Keramikschule in Faenza. Er absolvierte 1967 auch die Meisterprüfung im Hafnergewerbe.
Altenburg unternahm zahlreiche Studienreisen ins Ausland, unter anderem 1968 für einen 3-monatigen Studienaufenthalt beim bekannten Schweizer Keramiker Jean Claude de Crousaz in Genf. 1968 verließ er die „Hallstätter Keramik“, und nach einem Zwischenspiel bei der „Fessler Keramik“ in Wien wurde er 1969 vom damaligen Inhaber der Gmundner Keramik, Johannes von Hohenberg, eingeladen, im Designstudio/Keramikatelier der Firma zu arbeiten. Die dort tätigen Künstler bildeten schon seit 1968 die Werkgemeinschaft „Gruppe H“ (H steht für Hallstatt Keramik und Hohenberg), der neben Altenburg bis zu ihrem Tod 1982 Gudrun Baudisch-Wittke, sowie zeitweise Anton Raidel (1943–2019), Wolfgang von Wersin (1882–1976), Waltraud Setz, Walter Stoißer oder Peter Mairinger angehörten. Altenburg schuf dort bis 1992 Unikatkeramiken (vor allem für das Gruppe-H-Geschäft in Salzburg, das 1969–2003 existierte) und Entwürfe für Serienproduktionen der Gmundner Keramik; ab 1978 arbeitete er parallel rein künstlerisch auch in seinem Vierkanthof in Breitenschützing, wo er dann bis zu seinem Tod den Lebens- und Arbeitsmittelpunkt hatte.
Franz Josef Altenburg nahm auch an zahlreichen Keramiksymposien im In- und Ausland teil (siehe eine Auswahl unten). Altenburg war Mitglied des Kunstforums Salzkammergut und des Oberösterreichischen Kunstvereins und gilt als einer der bedeutendsten Vertreter Moderner Keramik in Österreich.

### Zum Werk
Franz Josef Altenburg arbeitete mit einfachen Komponenten: Er stapelte, schichtete, türmte, verschachtelte; er schuf Gitterstrukturen und Rahmen; er baute mit seinem ganzen Werk vor allem Miniatur-Architekturen. Die Titel seiner Arbeiten verdeutlichen diese Verbindung mit dem „Bauen“: Seine Werkgruppen nannte er Rahmen, Gerüste, Stiegen, Häuser, Pyramiden, Türme, Kulissen, Blöcke, Mauern oder Gebäude. Dazu kam das offensichtliche Zeigen der spröden Oberfläche des gebrannten Tons und das bewusste Zur-Schau-Stellen des konstruktiven Moments, das charakteristisch für seine Arbeiten ist.
Zu seinem Werk schreibt die Kunsthistorikerin Brigitta Höpler: „Die Arbeiten von Franz Josef Altenburg demonstrieren eine andere Art des Umganges mit dem Raum; und das schon seit langer Zeit. Da gab es eine Periode, in der die Objekte und Skulpturen den Raum mit ihrer Masse und auch durch das Weglassen von Masse strukturierten, in der sie wie Architekturen waren und Rhythmus sowie Spannung einbrachten. Typisch für das Schaffen Altenburgs ist die Reihung, die Weiterentwicklung eines Motivs in der Serie, jeweils mit kleinen oder größeren Veränderungen eine Anzahl von Objekten mit großer Ähnlichkeit zu schaffen, ein Thema in vielen Varianten abzuwandeln, es einzukreisen, bis er zur einfachsten, zur "richtigen" Form gelangt. So nützt er die Möglichkeiten und Vorzüge des handwerklichen Prozesses und macht durch Hervorheben dieser Komponente den künstlerischen Prozess einsichtig.“

## Preise, Auszeichnungen und Ehrungen
- 1971: 3. Platz, 13. Concorso Internazionale delle Ceramica d'Arte, Gualdo Tadino, Italien.
- 1972: Goldmedaille (Premio Banca Popolare di Faenza), 30. Concorso Internazionale della Ceramica d'Arte, Faenza, Italien.
- 1974: Erster Preis, Wettbewerb des Österreichischen, Deutschen und Schweizerischen Werkbundes für eine Tischleuchte.
- 1979: Westerwaldpreis[10] des Keramikmuseums Westerwald, Deutschland.
- 1989: Kulturpreis des Landes Oberösterreich für Bildende Kunst.
- 1993: Salzburger Keramikpreis (Kategorie: Anerkennungspreis).
- 2010: Heinrich-Gleißner-Preis des Kulturvereins Heinrich-Gleißner-Haus.
- 2010: Erster Preis, Wettbewerb für die Gestaltung des Lehrlingspreises der Landesinnung Bau, Land Salzburg.
- 2012: Schaffung eines „Franz Josef Altenburg“ Preises für Verdienste um die Salzkammergut Festwochen Gmunden.
- 2021: Goldenes Ehrenzeichen für Verdienste um die Republik Österreich.

## Ausstellungen (Auswahl)
Franz Josef Altenburg hatte zwischen 1968 und 2021 mehr als 70 personale Ausstellungen (Einzel- bzw. Tandem-Ausstellungen), sowie mehr als 300 Ausstellungsbeteiligungen in aller Welt.  Hier wird eine Auswahl von 36 personalen Ausstellungen und 40 Ausstellungsbeteiligungen präsentiert.

### Einzel- und Tandem-Ausstellungen (Auswahl)
- 1971: Gruppe H, Galerie am Markt, Salzburg (mit Anton Raidel).
- 1974: Franz Josef Altenburg – Keramische Objekte, Ateliergalerie Pointner, Salzburg.
- 1983: Franz Josef Altenburg – Zeitgenössische Keramik, Museum für Angewandte Kunst (Wien) (MAK).
- 1984: Franz Josef Altenburg. Kleinplastiken und Gefäße, Österreichische Galerie für Keramik, Wien.
- 1987: Franz Josef Altenburg. Keramische Objekte, Neue Galerie der Stadt Linz.
- 1990: Keramische Objekte, Galerie am Stein Monika Penzl, Schärding, OÖ.
- 1992: Keramische Objekte, Museum der Moderne Rupertinum, Salzburg.
- 1993: Podeste, Oberösterreichischer Kunstverein, Linz.
- 1996: Gefäße, Ludwig Reiter Schuhmanufaktur, Wien.
- 1997: 50 Konsolen, Landesgewerbeanstalt Bayern, Nürnberg.
- 1998: Keramikobjekte 1997/1998, Galerie Felice Figl, Linz.
- 1999: Franz Josef Altenburg. Keramik, Kunsttreff Küniglberg, Wien.
- 2001: Kreuze, Margret-Bilger-Galerie, Stift Schlierbach.
- 2001: Elemente, Objekte. Keramiken von Franz Josef Altenburg, Museum für Angewandte Kunst (Wien) (MAK), und Neue Galerie der Stadt Linz.
- 2002: Variationen, Galerie am Tanglberg, Vorchdorf, OÖ.
- 2002: Kreuze, pfingstART 2002. Kulturkeller am Weizberg, Weiz, Stmk.[12]
- 2003: Objekte – Elemente, Galerie Felice Figl, Linz.
- 2004: Franz Josef Altenburg. Stapel, Emmanuel Waldersdorf Galerie, Pavillon Schloss Molsberg, Deutschland.[13]
- 2004: Arbeiten in Ton – Arbeiten auf Papier, Galerie von Fircks-Huth, Leeder, Deutschland (mit Lilo Schrammel).
- 2006: Aus der Sammlung: Franz Josef Altenburg, Landesgalerie Linz.
- 2007: Inge Dick, Malerei, Fotoarbeiten. Franz Josef Altenburg, Keramik, Galerie Schloss Puchheim, Attnang-Puchheim, OÖ (mit Inge Dick).
- 2008: die kleinen. Franz Josef Altenburg, Jesuitenfoyer im Jesuitenkonvent, Wien I.
- 2008: Metropolis, Galerie der Stadt Wels.[14]
- 2009: Karl Korab: Ölbilder, Guachen; Franz Josef Altenburg: ein Schaffensquerschnitt, Galerie in der Dorschvilla Käthe Zwach, Schörfling am Attersee (mit Karl Korab).
- 2010: Franz Josef Altenburg: Der Bildhauer als Zeichner, Kunstraum St. Virgil, Salzburg.
- 2012: Türme und Gerüste, Kulturkeller im Schloss Dobersberg, NÖ.
- 2012: Franz Josef Altenburg und Josef Landl. Bildhauerische Begegnung der besonderen Art, Ursulinenhof, Kunstsammlung des Landes OÖ, Linz (mit Josef Landl).
- 2014–2015: Rahmen und Objekte, Galerie in der Schmiede, Pasching, OÖ.[15]
- 2015: Franz Josef Altenburg. Keramik, Keramikmuseum Schloss Obernzell, Deutschland.[16]
- 2017: 1:1, Galerie Schloss Parz (mit Jakob Gasteiger).
- 2018: Wolfgang Stifter & Franz Josef Altenburg: Malerei und Keramik, Galerie der Stadt Traun, OÖ (mit Wolfgang Stifter)[17].
- 2019: Lebenswerk, Seminarhaus Hollengut, Neukirchen bei Lambach, OÖ.
- 2019: stehen und gehen, Galerie Metzger, Johannesberg (Bayern) (mit Hans Fischer).
- 2020: Retrospektiv, Galerie im Traklhaus, Salzburg (Sonderausstellung zum Salzburger Keramikpreis 2020).
- 2021: Franz Josef Altenburg: Block, Haus, Turm, Gerüst, Rahmen, Museum für Angewandte Kunst (Wien) (MAK).
- 2021: Ton und Form. Ausstellung zum 80. Geburtstag des Künstlers Franz Josef Altenburg, Stallungen der Kaiservilla, Bad Ischl.

### Ausstellungsbeteiligungen (Auswahl)
- 1968 Blume und Gefäß, Internationale Gartenbaumesse Tulln (am Stand der Fessler-Keramik).
- 1969 Keramik der Gruppe H, Internationale Frankfurter Herbstmesse.
- 1970 Kunstgewerbe aus dem Salzkammergut, Kammerhofgalerie, Gmunden, OÖ.
- 1972 Tema: ll terzo mondo, 14. Concorso Internazionale delle Ceramica d'Arte, Gualdo Tadino, Italien.[18]
- 1974 Keramik der Gegenwart, Galerie am Graben, Wien.
- 1975 Schöpferisches Kunsthandwerk in Österreich, Galerie im Künstlerhaus Wien.
- 1975 Keramik från 7 europeiska länder, Jönköpings Museum, Jönköping, Schweden.[19]
- 1975 San-banme Chūnichi Kokusai Tōgei Ten – 3rd Chūnichi International Exhibition of Ceramic Art, Oriental Nakamura Department Store, Nagoya, Japan.
- 1980 Crafts Tomorrow, 9th International Conference Exhibition, World Crafts Council (WCC), Wien-Oberlaa.
- 1980–1982 Österreichische Keramik 1900–1980, Wanderausstellung: Stadtmuseum Nordico Linz; Museum für Angewandte Kunst (Wien); Landesmuseum Joanneum Graz; Salzburger Museum Carolino Augusteum.[20]
- 1982 Zeitgenössische Österreichische Keramik, Keramik-Galerie - Dr. G. und E. Schneider, Freiburg im Breisgau.
- 1982–1984 Kunstkeramik – Zeitgemäße Formen, Wanderausstellung der NöART (Nö. Gesellschaft für Kunst und Kultur), gezeigt in 17 nö. Gemeinden (u. a. St. Pölten (Stadtmuseum), Krems an der Donau (Museum Krems), Baden bei Wien (Kunsthaus Frauenbad), Wiener Neustadt (Stadtmuseum)).
- 1986 Europäische Keramik der Gegenwart, Keramion Museum, Frechen b. Köln.[21]
- 1989 Keramik Österreich, Galerie Böwig, Hannover.[22]
- 1989 L’Europe des Ceramistes. Actualité de la Céramique Européenne, Abbaye Saint-Germain d’Auxerre, Frankreich (u. a. Orte).[23]
- 1990 Zeitgenössische Keramik aus Österreich, Keramion Museum, Frechen b. Köln.[24]
- 1993–1994 Keramik aus Österreich, Galerie »Künstlerbunker Karlstraße«, Leverkusen-Neuwied, Deutschland.[25]
- 1996 Moderne Österreichische Keramik, Erlebniszentrum Villeroy und Boch, Alte Abtei Mettlach, Deutschland.
- 1996 Skulptur in Oberösterreich, Landesgalerie Linz.
- 1996 Keramik des 20. Jahrhunderts. Sammlung Ingrid und Rudolf Welle, Städtische Galerie und Welle Ausstellungszentrum, Paderborn, Deutschland.[26]
- 1996/1997 Bewegung. Europäische Keramik der Gegenwart, Keramion Museum, Frechen b. Köln.[27]
- 1998 Schöpfungszeit, Oö. Landesgalerie, Linz.
- 2000 8 Positionen, Kammerhofgalerie, Künstlergilde Salzkammergut, Gmunden.
- 2000 Wandstücke. Internationale Keramik, Museum St. Wendel.
- 2001 Nationenausstellung Österreich: Keramik aus Österreich, Handwerkskammer München, Wanderausstellung: (a) Galerie Handwerk, München; (b) Handwerksforum Hannover.
- 2002 Subjekt(iv) – Objekt. Europäische Keramiker – Eine Auswahl, Deutsches Porzellanmuseum, Hohenberg an der Eger.
- 2003 Österreich zu Besuch im Tucherschloss, Tucherschloss, Nürnberg.
- 2003 Colección Fundación Gruber Jez, Convento Franciscano de Conkal, Conkal, Yucatan, Mexiko.[28]
- 2004 Trouvailles – Kostbarkeiten aus 26 Ateliers, Galerie Christine Brügger, Bern.
- 2005 Arte austriaco en México, Centro Cultural de Bretón, Guadalajara (Mexiko).[29]
- 2005–2006 Think Tank – Languages (An european initiative for the applied arts, 2nd meeting in Gmunden/Austria), Wanderausstellung: Galerie 422, Gmunden (2005); Det danske Kunstindustrimuseet, Kopenhagen (2006).
- 2006 Form im Wandel. Gegenwartskeramik aus Österreich, Museum für angewandte Kunst (Wien) MAK.
- 2006–2007 Think Tank – Place(s) (An european initiative for the applied arts, 3rd meeting in Gmunden/Austria), Wanderausstellung: Kammerhofgalerie (Gmunden) & Oö Landesgalerie (Linz), 2006; Contemporary Applied Arts Gallery (London) & Burg Galerie im Volkspark der Burg Giebichenstein (Halle), 2007.
- 2007 Ceramique contemporaine – une autre regard, 14e Biennale internationale, Musée de Châteauroux, Frankreich.
- 2008 Keramik, Kammerhofgalerie Gmunden (anlässlich des 80-jährigen Bestehens der Künstlergilde Salzkammergut, im Rahmen der Oberösterreichischen Landesausstellung 2008).
- 2009 Die Macht des Bildes, Werner-Berg-Museum, Bleiburg, Ktn.
- 2010 skulptur – konkret, Siftsgalerie Reichersberg, OÖ.
- 2011 Keramik im kleinen Raum, Zacherlfabrik, Wien.
- 2013 gesammelt, Galerie im Traklhaus, Salzburg.
- 2015 When Attitude Becomes Space ..., Galerie Schloss Parz, OÖ.
- 2017 Lebensmensch, Galerie Friederike Zeit, Deidesheim, Deutschland.[30]
- 2018 Linzer Kunstsalon 2018, Oö. Landesgalerie, Linz.
- 2020 Die Spitze des Eisberges (Werke aus den Sammlungsbeständen), Museum der Moderne Mönchsberg, Salzburg.[31]

## Kunst im öffentlichen Raum / Kunst am Bau (Auswahl)

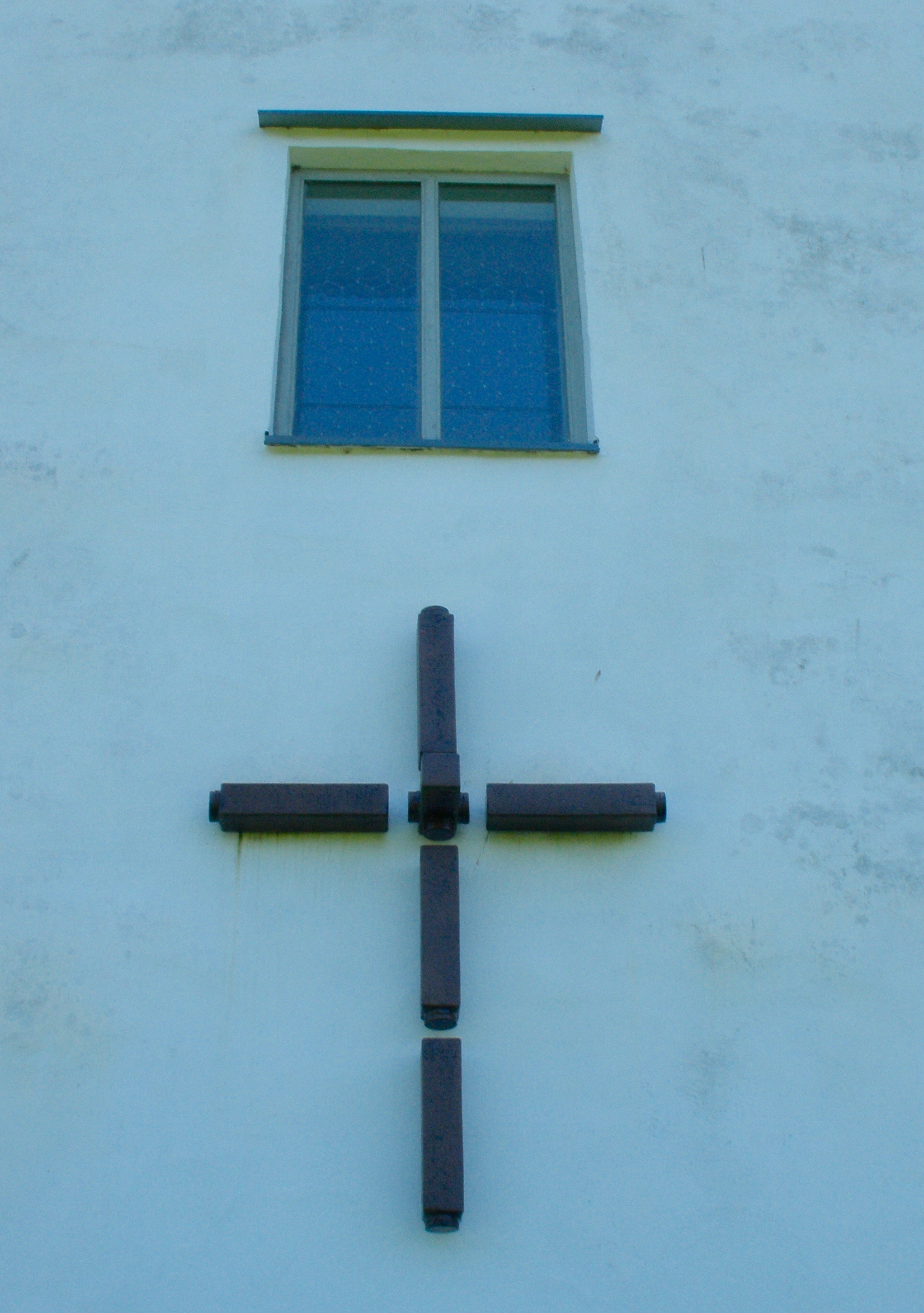
Keramikkreuz an der Fassade der Schlosskapelle Mitterberg

- 1970: Keramikteller für Wandnischen, Kleines Festspielhaus, Salzburg.
- 1970: Keramiksäule, Bahnhof Gmunden.
- 1975: Keramikgestaltung (Wandfries) der Schalterhalle der Zentrale der Raiffeisenkasse Klagenfurt (heute: Raiffeisenlandesbank Kärnten, Bankstelle Raiffeisenplatz).
- 1980: Kreuzweg, Dominikanerkloster Wien.[32]
- 1981: Keramisches Fries (Kreuzweg), Altar und Weihwasserbecken, Pfarrkirche Am Schöpfwerk, Wien.
- 1982: Grabstätte Gudrun Baudisch-Wittke: (Keramische Grabtafel), Friedhof Burgfried (Hallein), Salzburg.
- 1984: Wandbrunnen (mit Anna-Lülja Praun),[33] Galerie Sailer, Salzburg (jetzt in der Sammlung des MAK).[34]
- 1987: Brunnen, Wasserwerk der Stadt Salzburg, Bergheim bei Salzburg.
- 1993: Tonbauten, Hauptschule Steinerkirchen an der Traun, OÖ.
- 1996: Grabstätte Othmar Zechyr: (4 Marmorblöcke in Kreuzform), St. Barbara-Friedhof, Linz.[35]
- 1997: Kreuz in der Konzilsgedächtniskirche Lainz-Speising, Wien XIII.
- 1999: Altarkreuz und Meditationstafeln, Landesklinik Sankt Veit im Pongau, Salzburg[36].
- 2001: Volksaltar, Pfarrkirche Neuberg an der Mürz (ehem. Stiftskirche des Stiftes Neuberg), Stmk.
- 2008–2010: Altar, Ambo und Vorsitz, Pfarrkirche Schiedlberg, OÖ.[37]
- 2011: Keramikkreuz in der Schlosskapelle Mitterberg, Rüstorf, OÖ.
- 2012: Altarraumgestaltung, Weidlinger Pfarrkirche, Klosterneuburg, NÖ.
- 2014: Taufbecken in der Taufkapelle der Konzilsgedächtniskirche Lainz-Speising, Wien XIII.[38]

## Teilnahme an Symposien, Studienaufenthalte (Auswahl)
- 1972 Internationales Keramiksymposion, Stoob, Bgld.[39]
- 1973, 1998 Nemzetközi Kerámia Szimpózium / International Ceramic Symposium Siklós, Ungarn (1998: Jury).
- 1974 Internationales Keramikersymposion Villeroy & Boch, Mettlach, Deutschland[40].
- 1975 Internationellt Keramiksymposium Nässjö, Schweden.[41]
- 1978 Studienreisen: Montenegro; Kyoto, Japan.
- 1978, 2003, 2004 Internationales Keramiksymposium Gmunden.[42] (2004: Jury).
- 1985 Studienaufenthalt, Schule für Gestaltung, Höhr-Grenzhausen, Deutschland.
- 1990 Sommerakademie Geras, NÖ (Kursleiter).
- 1991 Studienaufenthalt in Indien (mit Walter Hochmair, Wels)[43].
- 1992, 1998 Nemzetközi Kerámia Szimpózium Pécsett / Internationales Keramiksymposium Pécs, Ungarn.
- 1997 Symposium, Akademie Graz.
- 1999 Accademia estiva / Sommerakademie, Monastero di Sant'Anna (Kloster St. Anna) in Camprena (bei Pienza, Italien).
- 2001 Fundación Gruber Jez, Mérida (Mexiko), Arbeitsaufenthalt.
- 2005 Internationales Keramiksymposium Innsbruck (IKSIT).[44]
- 2005, 2008, 2014 Symposium Intonation – Deidesheimer Kunsttage, Schlossmanufaktur Deidesheim, Deutschland.[45]
- 2008 Eingriffe in einen romantischen Garten, Internationales KünstlerInnensymposium Zwettl, NÖ, veranstaltet von der Österreichisch-Omanischen Gesellschaft.[46]

## Werke in Museen und Sammlungen (Auswahl)
- Museum für angewandte Kunst (Wien);
- Keramion Museum, Frechen bei Köln;
- Oberösterreichische Landesmuseen (Landesgalerie Francisco Carolinum);
- Kunstsammlung des Landes OÖ[47];
- Lentos Kunstmuseum Linz (inkl. Vorgängereinrichtung: Neue Galerie der Stadt Linz);
- Artothek des Bundes, Wien[48];
- Kammerhof-Museum, Gmunden;
- Museum Hallstatt;
- Museum der Moderne Rupertinum, Salzburg;
- Keramikmuseum Westerwald, Höhr-Grenzhausen, Deutschland;[49]
- Sammlung Ingrid und Rudolf Welle, Paderborn (heute im Museum für Angewandte Kunst (Gera));
- Museo Internazionale delle Ceramiche Faenza, Italien;[50]
- Zsolnay-Museum Siklós, Ungarn;
- Sammlung Bruno Bischofberger, Zürich;
- Sammlung Hans Thiemann, Hamburg[51];
- Sammlung Hans Mayer-Rieckh, Graz;
- Sammlung Robert Wilson, New York, USA[52];
- Colección Fundación Gruber Jez, Mérida (Mexiko)[53].

## Filme, Videos
- Andrij Puluj: Kopfstück: Franz Josef Altenburg, Video 2002 (Videoportrait-Serie zu Künstlern), 15 min; Puluj Filmproduktion, Linz.
- Isabell Muhr: Franz Josef Altenburg, Film für den ORF OÖ, 2005.
- ORF OÖ. Treffpunkt Kunst: Franz Josef Altenburg, Video 2011, 27 min, erhältlich auf DVD bei der Kunstsammlung OÖ, siehe: (kostenpflichtig)
- Andreas Maleta: Franz Josef Altenburg. TON, Film 2012/2013, 18 min, produziert für die Verleihung des «Franz Josef Altenburg Preises 2013»;[54]
- Barbara Steininger-Wetzlmair: Ausstellung 1:1 Galerie Schloss Parz. Interview Franz Josef Altenburg, Video 2015, 1 min 20 sek; full Video auf youtube.
- Julia Mühlegger: 3 X ALTENBURG. Im Gespräch mit Franz Josef, Amalia, Elisabeth Altenburg, anlässlich der Ausstellungseröffnung am 6. Mai 2016 in der Deutschvilla Strobl, Video 2016, 27 min, gesendet auf dorfTV, Linz.[55]:
- Peter Resch: FRANZ JOSEF. 16 mm Kurzfilm s/w, 2018, 7 min. Ein filmisches Porträt von Peter Resch über Franz Josef Altenburg.[56]
- Elisabeth Maria Hochegger: Franz Josef Altenburg für MWL (Medienwerkstatt Linz). Dokumentation der Ausstellungseröffnung im Hollengut, 2019, Video 2019, 8 min, gesendet am 15. Mai 2019 auf dorfTV, Linz; full Video auf youtube.
- Johannes Altenburg, Amalia Altenburg und Stefan Schweiger: Franz Josef Altenburg - Kreuzweg. Mit Texten von Gerhard Lampersberg, Video, 8 min 29 sek, Kulturverein Tonhof, Wien.[57]
- Rainald Franz: Führung durch die Ausstellung Franz Josef Altenburg, Video, MAK Wien 2021, 7 min 33 sek; full Video auf youtube.